# Менгеле (алат)
Менгеле је назив који се у нашем језику често користи и означава ручни алат за стезање (sтега). 
Овај алат користе у свом послу нарочито: столари, ковачи и машин-бравари. 
Реч је настала од грчке речи magganon и турске речи mengene а дословце значи процеп.